# Acineta antioquiae
Acineta antioquiae är en orkidéart som beskrevs av Rudolf Schlechter. Acineta antioquiae ingår i släktet Acineta och familjen orkidéer.
Artens utbredningsområde är Colombia. Inga underarter finns listade i Catalogue of Life.